# Pållatjärnen (Ljusdals socken, Hälsingland, 688498-150536)
Pållatjärnen är en sjö i Ljusdals kommun i Hälsingland och ingår i Ljusnans huvudavrinningsområde.